# Luxemburgse parlementsverkiezingen 1948
De Luxemburgse parlementsverkiezingen van 1948 werden op 6 juni 1948 gehouden. Kiezers in de zuidelijke en oostelijke kiesdistricten van het land kozen hierbij 26 van de 51 volksvertegenwoordigers in de Kamer van Afgevaardigden.
De Christelijke Volkspartij van zittend premier Pierre Dupong won 9 van de 26 zetels, waardoor het totale aantal zetels van die partij terugliep van 25 naar 22. De Socialistische Arbeiderspartij kreeg 10 van de 26 zetels en groeide naar een totaal van 15 zetels in het parlement. Na de verkiezingen werd door CSV en de Patriotische en Democratische Groep (GD) de regering-Dupong-Schaus gevormd onder leiding van premier Dupong.

## Uitslag
| Partij | Partij                                                                                   | %    | Zetels | Verandering |
|        | Christelijk-Sociale Volkspartij (Chrëschtlech Soziale Vollekspartei)                     | 36,3 | 22     | -3          |
|        | Luxemburgse Socialistische Arbeiderspartij (Lëtzebuerger Sozialistesch Aarbechterpartei) | 37,8 | 15     | +4          |
|        | Patriotische en Democratische Groep (Groupement Patriotique et Démocratique)             | 11,6 | 9      | -           |
|        | Communistische Partij van Luxemburg (Kommunistesch Partei Lëtzebuerg)                    | 14,3 | 5      | -           |
| Totaal | Totaal                                                                                   |      | 51     |             |